# Fables of the Reconstruction
| Оценки критиков   | Оценки критиков |
| Источник          | Оценка          |
| ----------------- | --------------- |
| Allmusic          | [ 4 ]           |
| Drowned in Sound  | 10/10           |
| Robert Christgau  | B+              |
| Pitchfork Media   | 8.5/10          |
| Rolling Stone     | (1998)          |
| Rolling Stone     | (2010)          |
| Uncut             | [ 10 ]          |
| Георгий Старостин | [ 11 ]          |

Fables of the Reconstruction — третий студийный альбом группы R.E.M., вышедший в 1985 году.

## Информация об альбоме
Fables of the Reconstruction стал первым диском R.E.M., записанным в Лондоне с известным продюсером Джо Бойдом, который ранее сотрудничал с Ником Дрейком и группой Fairport Convention. Сессии сопровождались сложностями, отразившимися на звучании альбома: в отличие от предыдущих работ группы на Fables of the Reconstruction заметно влияние психоделии.
Альбом сопровождался тремя синглами. Композиция «Driver 8» достигла в чарте Top Rock Tracks журнала «Billboard» 22-й позиции, а «Cant Get There from Here» заняла в том же хит-параде 14-е место. Сингл «Wendell Gee» стал первым для группы, оказавшимся в британском чарте. Сам же альбом достиг 28-го места в США, 35-го — в Великобритании и 29-го — в Новой Зеландии.
Гитарист R.E.M. Питер Бак называл альбом Fables of the Reconstruction любимым в творчестве группы, а также отметил, что «гордится тем, насколько странен этот альбом».

## Список композиций
Все песни написаны Питером Баком, Биллом Берри, Майком Миллзом и Майклом Стайпом, кроме отмеченных особо.
Сторона А
1. «Feeling Gravitys Pull» — 4:51
2. «Maps and Legends» — 3:10
3. «Driver 8» — 3:23
4. «Life and How to Live It» — 4:06
5. «Old Man Kensey» (Jerry Ayers, Берри, Бак, Миллз, and Стайп) — 4:08

Сторона Б
1. «Cant Get There from Here» — 3:39
2. «Green Grow the Rushes» — 3:46
3. «Kohoutek» — 3:18
4. «Auctioneer (Another Engine)» — 2:44
5. «Good Advices» — 3:30
6. «Wendell Gee» — 3:01

1992 IRS Vintage Years reissue bonus tracks
1. «Crazy» (Pylon)
2. «Burning Hell»
  - B-side of «Can’t Get There From Here» 12" single
3. «Bandwagon» (Berry, Buck, Mills, Lynda Stipe, Stipe)
  - B-side of «Can’t Get There From Here» 7" and 12" single
4. «Driver 8» (Live)
  - B-side of «Wendell Gee» 12" single
5. «Maps and Legends» (Live)
  - B-side of «The One I Love» 7" single

2010 25th Anniversary Edition reissue bonus tracks (The Athens Demos)
1. «Auctioneer (Another Engine)»
2. «Bandwagon» (Berry, Buck, Mills, Lynda Stipe, and Michael Stipe)
3. «Cant Get There from Here»
4. «Driver 8»
5. «Feeling Gravitys Pull»
6. «Good Advices»
7. «Green Grow the Rushes»
8. «Hyena»
9. «Kohoutek»
10. «Life and How to Live It»
11. «Maps and Legends»
12. «Old Man Kensey» (Ayers, Berry, Buck, Mills, and Stipe)
13. «Throw Those Trolls Away»
14. «Wendell Gee»

## Участники записи
R.E.M.
- Майкл Стайп — Вокал
- Майк Миллз — Бас-гитара, клавишные, вокал
- Питер Бак — Гитара, Банджо, Губная гармоника
- Билл Берри — Ударные, vocals

Additional musicians
- David Bitelli — тенор саксофон и баритон саксофон в «Cant Get There from Here»
- Camilla Brunt — скрипка в «Feeling Gravitys Pull»
- Jim Dvorak — труба в «Cant Get There from Here»
- Philippa Ibbotson — скрипка on «Feeling Gravitys Pull»
- David Newby — виолончель в «Feeling Gravitys Pull»
- Pete Thomas — тенор саксофон в «Cant Get There from Here»

Production
- Joe Boyd — production
- Berry Clempson — engineering
- Tony Harris — engineering
- M. K. Johnston — photography and art